# Coimbrões
Coimbrões é um lugar e paróquia, vizinho do Candal, pertencente à União das Freguesias de Santa Marinha e São Pedro da Afurada, no Município de Vila Nova de Gaia, Portugal.
Crê-se que Coimbrões foi ponto de passagem de uma via secundária romana que, partindo do Porto seguiria pelo litoral até à zona de Ovar, de onde fletia para o interior até entroncar na Via XVI que ligava Braga a Lisboa. Do cais de Gaia ascendia até ao Candal e Coimbrões onde passaria pelo Monte de Santa Bárbara (onde atualmente está a igreja paroquial), seguiria pela Rua do Senhor de Matosinhos, cruzando a atual autoestrada para sul.
Lugar tradicional de oleiros, Coimbrões preserva ainda vestígios de soengas tradicionais usadas para o fabrico de louça preta.
É sede da equipa de futebol Sporting Clube de Coimbrões, da Sociedade Columbófila de Coimbrões e dos conhecidos Bombeiros Voluntários de Coimbrões. Durante as décadas de 1970 e 1980, Coimbrões foi também importante no panorama do ciclismo português, destacando-se a figura de Belmiro Silva, vencedor da Volta a Portugal em 1978.
Dá-se o nome de Nó de Coimbrões ao conjunto de acessos rodoviários que ligam a A1, a A44 (também chamada IC1, antiga EN 109) e o IC23 (fechando, do lado de Gaia, a Via de Cintura Interna). O lugar é servido pelo Apeadeiro de Coimbrões, integrado na linha do Norte que liga Porto-Campanhã a Lisboa-Santa Apolónia.